# 虚空蔵菩薩
虚空蔵菩薩（こくうぞうぼさつ）(梵名アーカーシャガルバ（梵: आकाशगर्भ [Ākāśagarbha]）、またはガガナガンジャ（梵: गगनगञ्ज、[gaganagañja]）)は、仏教における信仰対象である菩薩の一尊。「明けの明星」は虚空蔵菩薩の化身・象徴とされ、明星天子、大明星天王とも呼ばれる。また、知恵の菩薩として、人々に知恵を授けるともいわれている。

## 概要
三昧耶形は宝剣、如意宝珠。種字はタラーク (त्राः、Trāḥ)。真言は「オン バザラ アラタンノウ オンタラク ソワカ」(Oṃ vajraratna, Oṃ trāḥ svāhā)や、「ノウボウ アキャシャキャラバヤ オンアリキャ マリボリソワカ」(Namo Ākāśagarbhāya, Oṃ ali kalmali mauli svāhā) などが知られる。
「虚空蔵」はアーカーシャガルバ（「虚空の母胎」の意）の漢訳で、虚空蔵菩薩とは「広大な宇宙のような無限の智恵と慈悲を持った菩薩」という意味である。そのため智恵や知識、記憶といった面での利益をもたらす菩薩として信仰される。その修法「虚空蔵菩薩求聞持法」は、一定の作法に則って真言を百日間かけて百万回唱えるというもので、これを修した行者は、あらゆる経典を記憶し、理解して忘れる事がなくなるという。
胎蔵曼荼羅の虚空蔵院の主尊であり、密教でも重視される。
元々は地蔵菩薩の地蔵と虚空蔵は対になっていたと思われる。しかし虚空の空の要素は他の諸仏にとって変わられたようで、また地蔵菩薩の独自の信仰もあり、対で祀られる事は少ない。
空海が室戸岬の洞窟、御厨人窟に籠もって虚空蔵菩薩求聞持法を修したという伝説はよく知られており、日蓮もまた12歳の時、仏道を志すにあたって虚空蔵菩薩に21日間の祈願を行ったという。また、京都嵐山の法輪寺では、13歳になった少年少女が虚空蔵菩薩に智恵を授かりに行く「十三詣り」という行事が行われている。
像容は、右手に宝剣、左手に如意宝珠を持つものや、法界定印の掌中に五輪塔を持つもの、右手は掌を見せて下げる与願印（よがんいん）の印相とし左手に如意宝珠を持つものなどがある。三つ目の像容は求聞持法の本尊で、東京国立博物館蔵の国宝の画像はこれに当たる。
彫像の代表例としては、奈良県大和郡山市・額安寺像、京都市・広隆寺講堂像などが挙げられる。
奈良県斑鳩町・法輪寺の木造虚空蔵菩薩立像は7世紀にさかのぼる古像だが、当初から虚空蔵菩薩と呼ばれていたかどうかは定かでない。また、法隆寺の百済観音像は、宝冠が見つかる明治時代前半までは墨蹟銘から「虚空蔵菩薩像」と呼ばれていた。

## 五大虚空蔵菩薩

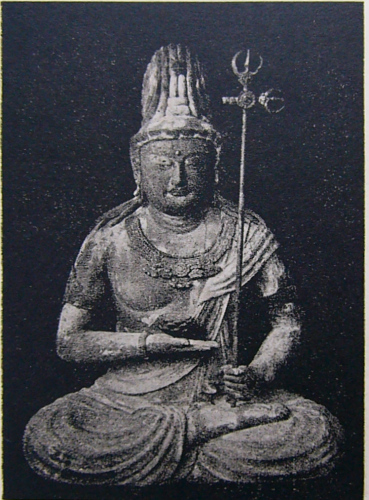
木造五大虚空蔵菩薩坐像のうち蓮華虚空蔵菩薩像 神護寺蔵 平安時代 国宝

五大虚空蔵菩薩は、虚空蔵菩薩のみ5体を群像として表したものである。虚空蔵菩薩の五つの智恵を表す「五智如来の変化身（へんげしん）」とも言う。息災・増益などの祈願の本尊にもなっている。
5体の名称、方位、身色は次の通りである。
- 法界（ほっかい）虚空蔵（中央、白色） - 白は解脱を意味し、迷いを解き払う仏様
- 金剛虚空蔵（東方、黄色） - 財産や幸福をもたらす仏様
- 宝光虚空蔵（南方、青色） - 願い事を叶えて満足させてくれる仏様
- 蓮華虚空蔵（西方、赤色） - 願い事に関して施してくれる仏様
- 業用（ごうよう/ごうゆう）虚空蔵（北方、黒紫色） - 穢れを離れて清浄な仏様

五大虚空蔵菩薩の彫像の作例としては、京都・神護寺多宝塔安置の像（平安初期・国宝）で、5体揃ったものでは最古と言われる。また、京都・東寺観智院安置の五大虚空蔵菩薩像（重文）は、空海の孫弟子にあたる恵運が唐から招来した像で、元は山科（京都市山科区）の安祥寺にあったものである。法界の像は馬、金剛は獅子、宝光は象、蓮華は金翅鳥（こんじちょう）、業用は孔雀の上の蓮華座に乗っている。

虚空蔵菩薩像（朝熊権現本地仏）東京国立博物館蔵 鎌倉時代 重要文化財）
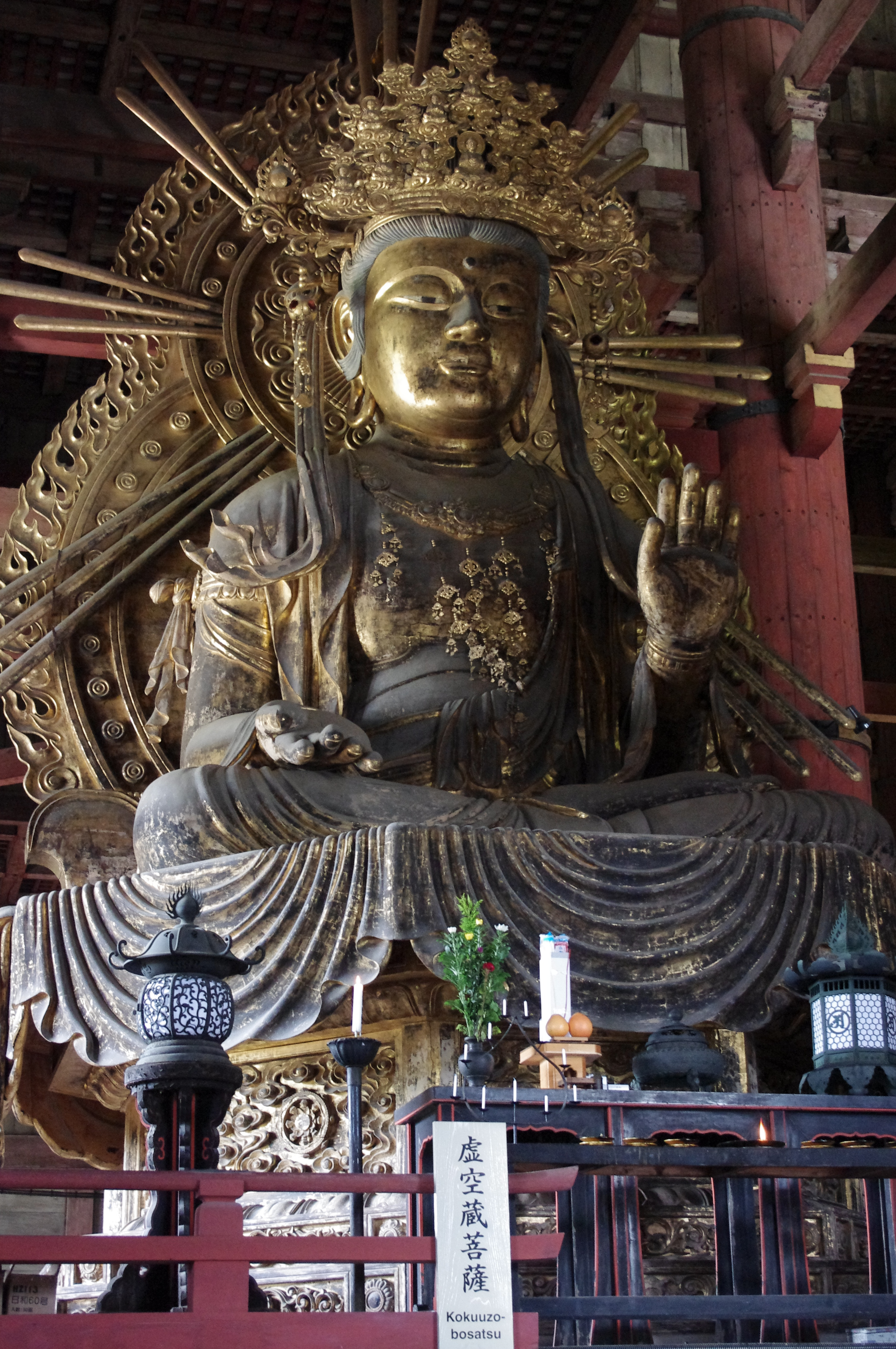
虚空蔵菩薩像 東大寺金堂（大仏脇侍）江戸時代 重要文化財）

## 経典
虚空蔵菩薩を主題とした、以下のような経典がある。
- 『大集大虚空蔵菩薩所問経』不空訳
- 『虚空蔵菩薩経』佛陀耶舎訳
- 『仏説虚空蔵菩薩神呪経』訳者不明
- 『虚空蔵菩薩神呪経』曇摩蜜多訳
- 『虚空孕菩薩経』闍那崛多訳
- 『観虚空蔵菩薩経』曇摩蜜多訳
- 『虚空藏菩薩能滿諸願最勝心陀羅尼求聞持法』善無畏訳
- 『大虚空蔵菩薩念誦法』不空訳
- 『聖虚空蔵菩薩陀羅尼経』法天訳
- 『仏説虚空蔵陀羅尼』法賢訳
- 『五大虚空蔵菩薩速疾大神験秘密式経』金剛智訳
- 『虚空蔵菩薩問七仏陀羅尼呪経』訳者不明
- 『如来方便善巧呪経』闍那崛多訳

## 日本三大虚空蔵菩薩
- 福島県 円蔵寺 福満虚空蔵菩薩
- 千葉県 清澄寺 能満虚空蔵菩薩
- 茨城県 日高寺 大満虚空蔵菩薩